# Giancarlo Nanni
Giancarlo Nanni (* 27. Mai 1941 auf Rhodos; † 5. Januar 2010 in Rom) war ein italienischer Regisseur.

## Leben
Nanni begann seine künstlerische Laufbahn als Maler und wandte sich Ende der 1960er Jahre der Theaterarbeit zu. Mit seiner künstlerischen und privaten Partnerin Manuela Kustermann gründete er das „Teatro La Fede“, das sich avantgardistischen Inszenierungen und Stücken verschrieb. Zahlreiche Regiearbeiten Nannis brachten Werke wie Frühlings Erwachen, John Websters Der weiße Teufel oder von Lewis Carroll mit Schauspielerin wie Memè Perlini, Valentino Orfeo, Pippo di Marca und natürlich Kustermann auf die Bühne. Ab Februar 1990 führte er die Arbeit am „Teatro Il Vascello“ in Rom fort. Er stand im Ruf, trotz immer knapper finanzieller Mittel offen gegenüber neuen Künstlern und Darstellungsformen gewesen zu sein.
1995 inszenierte Nanni einen kaum gezeigten Film, Antemprima al terzo braccio.

## Filmografie
- 1968: Partner (Darsteller)
- 1995: Anteprima al terzo braccio